# Matthias Krizek
Matthias Krizek (Wenen, 29 september 1988) is een Oostenrijks voormalig wielrenner die tot 2020 reed voor Team Felbermayr Simplon Wels.
In 2011 werd hij Oostenrijks kampioen op de weg.

## Belangrijkste overwinningen
2011
 Oostenrijks kampioen op de weg, Elite
2012
1e etappe Girobio
2017
5e etappe Flèche du Sud
2018
Bergklassement Paris-Arras Tour
2019
Eind- en bergklassement Ronde van Rhône-Alpes Isère

## Resultaten in voornaamste wedstrijden
| Jaar | Ronde van Italië | Ronde van Frankrijk | Ronde van Spanje |
| ---- | ---------------- | ------------------- | ---------------- |
| 2013 |                  |                     |                  |
| 2014 |                  |                     | 125e             |

| Jaar | Gent-Wevelgem | Parijs-Roubaix | Clásica San Sebastián | Strade Bianche |
| ---- | ------------- | -------------- | --------------------- | -------------- |
| 2013 |               |                | 83e                   |                |
| 2014 | 96e           | 87e            |                       | 98e            |

## Ploegen
- 2008 –  Tyrol-Team Radland Tirol
- 2009 –  Tyrol-Team Radland Tirol
- 2010 –  Tyrol Team
- 2012 –  Liquigas-Cannondale (stagiair vanaf 1-8)
- 2013 –  Cannondale Pro Cycling
- 2014 –  Cannondale
- 2015 –  Team Felbermayr Simplon Wels
- 2016 –  Team Roth
- 2017 –  Tirol Cycling Team
- 2018 –  Team Felbermayr Simplon Wels
- 2019 –  Team Felbermayr Simplon Wels
- 2020 –  Team Felbermayr Simplon Wels